# Andrzej Bobola (podkomorzy)
Andrzej Bobola herbu Leliwa (ur. w 1540, zm. 27 listopada 1616 roku) – starosta pilźnieński, gniewkowski, starosta dybowski w 1611 roku, burgrabia zamku krakowskiego, podkomorzy wielki koronny (od 1607), początkowo dworzanin Jana Tarnowskiego, Zygmunta II Augusta, Henryka Walezego, sekretarz króla Stefana Batorego, oraz od 1599 r.; doradca i sekretarz królewski Zygmunta III Wazy, protektor jezuitów i fundator kościołów.

## Pochodzenie
Był synem Krzysztofa Boboli (dziadka św. Andrzeja Boboli) – dziedzica dóbr Jabłonica i dworku w Iskrzyni z posiadłościami koło Krosna.
Matką jego była Elżbieta z Wielopolskich (1520 – 1615).
Prawdopodobnie (według ks. J. Poplatka) Andrzej był stryjem świętego Andrzeja Boboli i Jakuba Boboli. Miał pięć sióstr (m.in. Annę Drohojowską) i dwóch braci: Jana Bobolę i Mikołaja Bobolę – ojca św. Andrzeja Boboli.

## Majątek
Był najbardziej majętnym  z Bobolów, który obok starostw: Rohatyn, Pilzno, Gniewków, Dybów i Dobrowoda, dziedziczył lub otrzymał od króla Zygmunta III Wazy wsie: Zmiennicę, Krościenko Wyżne  i Krościenko Niżne (dzielnica Krosna), Podwinie, Leszczynę, Królówkę, Leśniówkę, Nową Wolę, Rzepiennik, Libuszę, Czychawkę, Złotą, Kryg,
Binarową i Sadków. W 1611 roku kupił od Kiszków wieżę mieszkalną na działce u zbiegu ulic Bednarskiej i Krakowskie Przedmieście w Warszawie.

## Kariera
Andrzej Bobola z burgrabiego zamku krakowskiego, doszedł powoli do urzędu podkomorzego koronnego. Młodość swą spędził na dworze hetmana wielkiego koronnego – Jana Tarnowskiego (zm. 16 maja 1561 r.), a na jego pogrzebie w maju 1561 r. jechał przed trumną, trzymając „drzewo” genealogiczne.
Na dworze  Zygmunta III Wazy miał zlecenie królów:  Zygmunta, potem  Augusta, aby wychowywać młodzież. Od 1599 r. był sekretarzem i doradcą  króla, przywódcą obozu regalistów. Jako podkomorzy, i na wyraźny rozkaz króla, brał  udział w wyprawie na Smoleńsk, skąd po zdobyciu twierdzy, w drugiej połowie czerwca 1611 r., wybrał się do Wilna, by przygotować  tam dla dworu kwatery i przypilnować triumfalnego wjazdu Zygmunta III Wazy.
Uczestniczył też z ramienia króla w wyprawie  pod Gdańsk i do Moskwy poświęcając swe życie ojczyźnie. Największe uznanie zdobył u króla Zygmunta III Wazy. Za działalność kontrreformacką otrzymał podziękowanie od Stolicy Apostolskiej. Po porady przyjeżdżano do niego z Włoch, z Francji i Hiszpanii.

## Fundacje
Andrzej Bobola wspierał uboższych członków rodu i własnym kosztem wykształcił, w uniwersytetach paryskim i rzymskim, późniejszego biskupa krakowskiego i kanclerza wielkiego koronnego – Jakuba Zadzika. W 1615 r. wypłacił na założony w Grójcu przez Piotra Skargę szpital dla ubogich
3000 złp. i „opatrzenie dla niego z wsi Sadków i Wólka Sadkowska - w ówczesnej ziemi Czerskiej, w powiecie Grójeckim”. Gorliwie zabiegał o otwarcie jezuickiego domu profesów w Warszawie i przy kościele św. Barbary w Krakowie, a gdy starania te uwieńczył pożądany skutek, łożył wiele na ich utrzymanie.
Umożliwił odbudowę, zrujnowanego przez pożar, domu nowicjatu w Wilnie. Znienawidzony przez opozycję, protektor jezuitów i współfundator klasztoru Jezuitów w Krośnie. Na kolegium w tym mieście przeznaczył 6000 złp.
Był też fundatorem kościoła Jezuitów w Warszawie, gdzie później jego brat Wojciech Bobola umieścił tablicę i popiersie zmarłego. Upamiętniony w Pilźnie w 1616 r.
Miał też kuzyna ks. Andrzeja Bobolę z Dubiecka proboszcza w l. 1676-1704.
Andrzej Bobola nie zostawił potomstwa.

## Literatura dodatkowa
- Wanda Dobrowolska: Bobola Andrzej. W: Polski Słownik Biograficzny. T. 2: Beyzym Jan – Brownsford Marja. Kraków: Polska Akademia Umiejętności – Skład Główny w Księgarniach Gebethnera i Wolffa, 1936, s. 153–155. Reprint: Zakład Narodowy im. Ossolińskich, Kraków 1989, ISBN 83-04-03291-0